# Ministre des Affaires étrangères (Hongrie)
Le ministre des Affaires étrangères de Hongrie (hongrois : Magyarország külügyminisztere) est un membre du gouvernement hongrois et dirige le ministère des Affaires étrangères. L'actuel ministre des Affaires étrangères est Péter Szijjártó.
La fonction est appelée commissaire du peuple aux Affaires étrangères (hongrois : külügyi népbiztos) pendant la république des conseils de Hongrie en 1919 et ministre auprès du roi (hongrois : a király személye körüli miniszter) entre 1848 et 1918, en dehors de l'année 1849 lorsque la Hongrie déclare son indépendance d'empire d'Autriche. La double monarchie (1867-1918) a également un ministère des Affaires étrangères d'Autriche-Hongrie.
Cette page est une liste des ministres des Affaires étrangères de Hongrie.

## Ministres auprès du roi (1848)

### Royaume de Hongrie(1848)
| # | Portrait | Nom                       | De           | A                | Parti politique    | Gouvernement | Assemblée (Élection) |
| - | -------- | ------------------------- | ------------ | ---------------- | ------------------ | ------------ | -------------------- |
| 1 |          | Pál Esterházy (1786–1866) | 7 avril 1848 | 9 septembre 1848 | Parti conservateur | Batthyány    | Dernière Diète       |
| 1 | 1 (1848) | Pál Esterházy (1786–1866) | 7 avril 1848 | 9 septembre 1848 | Parti conservateur | Batthyány    |                      |

## Ministres des Affaires étrangères (1849)
| # | Portrait | Nom                               | De         | A               | Parti politique    | Gouvernement | Assemblée (Élection) |
| - | -------- | --------------------------------- | ---------- | --------------- | ------------------ | ------------ | -------------------- |
| 1 |          | Kázmér Batthyány (en) (1807–1854) | 8 mai 1849 | 16 juillet 1849 | Parti d'opposition | Szemere      | 1 (1848)             |

À la suite de l'effondrement de la révolution hongroise de 1848, le royaume de Hongrie devient une partie intégrante de l'empire d'Autriche jusqu'au compromis austro-hongrois de 1867 qui établit la double monarchie.

## Ministres auprès du roi (1867–1918)

### Royaume de Hongrie(1867–1918)
| #    | Portrait         | Nom                                           | De                | A                                | Parti politique            | Gouvernement                      | Assemblée (Élection) |
| ---- | ---------------- | --------------------------------------------- | ----------------- | -------------------------------- | -------------------------- | --------------------------------- | -------------------- |
| 1    |                  | György Festetics (en) (1815–1883)             | 20 février 1867   | 19 mai 1871                      | Indépendant                | Andrássy DP                       | 3 (1865)             |
| 1    | 4 (1869)         | György Festetics (en) (1815–1883)             | 20 février 1867   | 19 mai 1871                      | Indépendant                | Andrássy DP                       |                      |
| 2    |                  | Béla Wenckheim (1811–1879)                    | 19 mai 1871       | 14 novembre 1871                 | Parti Deák                 | Andrássy DP                       |                      |
| 2    | 14 novembre 1871 | Béla Wenckheim (1811–1879)                    | 4 décembre 1872   | Lónyay DP                        | Parti Deák                 |                                   |                      |
| 2    | 14 novembre 1871 | Béla Wenckheim (1811–1879)                    | 4 décembre 1872   | Lónyay DP                        | Parti Deák                 | 5 (1872)                          |                      |
| 2    | 4 décembre 1872  | Béla Wenckheim (1811–1879)                    | 21 mars 1874      | Szlávy DP                        | Parti Deák                 |                                   |                      |
| 2    | 21 mars 1874     | Béla Wenckheim (1811–1879)                    | 2 mars 1875       | Bittó DP–BK                      | Parti Deák                 |                                   |                      |
| 2    | 2 mars 1875      | Béla Wenckheim (1811–1879)                    | 20 octobre 1875   | Parti libéral                    | Wenckheim SzP              |                                   |                      |
| 2    | 20 octobre 1875  | Béla Wenckheim (1811–1879)                    | 7 juillet 1879    | Parti libéral                    | K. Tisza SzP               | 6 (1875)                          |                      |
| 2    | 20 octobre 1875  | Béla Wenckheim (1811–1879)                    | 7 juillet 1879    | Parti libéral                    | K. Tisza SzP               | 7 (1878)                          |                      |
| —    |                  | Kálmán Tisza (1830–1902) par intérim          | 11 juillet 1879   | 25 septembre 1879                | K. Tisza SzP               | Parti libéral                     |                      |
| 3    |                  | Béla Orczy (en) (1822–1917)                   | 25 septembre 1879 | 13 mars 1890                     | K. Tisza SzP               | Parti libéral                     |                      |
| 3    | 8 (1881)         | Béla Orczy (en) (1822–1917)                   | 25 septembre 1879 | 13 mars 1890                     | K. Tisza SzP               | Parti libéral                     |                      |
| 3    | 9 (1884)         | Béla Orczy (en) (1822–1917)                   | 25 septembre 1879 | 13 mars 1890                     | K. Tisza SzP               | Parti libéral                     |                      |
| 3    | 10 (1887)        | Béla Orczy (en) (1822–1917)                   | 25 septembre 1879 | 13 mars 1890                     | K. Tisza SzP               | Parti libéral                     |                      |
| 3    | 13 mars 1890     | Béla Orczy (en) (1822–1917)                   | 24 décembre 1890  | Szapáry SzP                      |                            | Parti libéral                     |                      |
| 4    |                  | László Szőgyény-Marich (en) (1841–1916)       | 24 décembre 1890  | Szapáry SzP                      | 24 octobre 1892            | Parti libéral                     |                      |
| 4    | 11 (1892)        | László Szőgyény-Marich (en) (1841–1916)       | 24 décembre 1890  | Szapáry SzP                      | 24 octobre 1892            | Parti libéral                     |                      |
| —    |                  | Géza Fejérváry (1833–1914) par intérim        | 24 octobre 1892   | Szapáry SzP                      | 19 novembre 1892           | Indépendant                       |                      |
| 5    |                  | Lajos Tisza (en) (1832–1898)                  | 19 novembre 1892  | 10 juin 1894                     | Parti libéral              | Wekerle I SzP                     |                      |
| 6    |                  | Gyula Andrássy (en) (1860–1929)               | 10 juin 1894      | 15 janvier 1895                  | Parti libéral              | Wekerle I SzP                     |                      |
| —    |                  | Géza Fejérváry (1833–1914) par intérim        | 15 janvier 1895   | 18 janvier 1895                  | Indépendant                | Bánffy SzP                        |                      |
| 7    |                  | Sámuel Jósika (1848–1923)                     | 18 janvier 1895   | 20 janvier 1898                  | Parti libéral              | Bánffy SzP                        |                      |
| 7    | 12 (1896)        | Sámuel Jósika (1848–1923)                     | 18 janvier 1895   | 20 janvier 1898                  | Parti libéral              | Bánffy SzP                        |                      |
| —    |                  | Dezső Bánffy (1843–1911) par intérim          | 20 janvier 1898   | 20 décembre 1898                 | Parti libéral              | Bánffy SzP                        |                      |
| 8    |                  | Manó Széchényi (en) (1858–1926)               | 20 décembre 1898  | 26 février 1899                  | Indépendant                | Bánffy SzP                        |                      |
| 8    | 26 février 1899  | Manó Széchényi (en) (1858–1926)               | 7 mars 1900       | Széll SzP                        | Indépendant                |                                   |                      |
| —    |                  | Kálmán Széll (1843–1915) par intérim          | 7 mars 1900       | Széll SzP                        | 29 mars 1900               | Parti libéral                     |                      |
| 9    |                  | Gyula Széchényi (en) (1829–1921)              | 29 mars 1900      | Széll SzP                        | 27 juin 1903               | Indépendant                       |                      |
| 9    | 13 (1901)        | Gyula Széchényi (en) (1829–1921)              | 29 mars 1900      | Széll SzP                        | 27 juin 1903               | Indépendant                       |                      |
| 10   |                  | Károly Khuen-Héderváry (1849–1918) 1er mandat | 27 juin 1903      | 3 novembre 1903                  | Parti libéral              | Khuen-Héderváry I SzP             |                      |
| 11   |                  | István Tisza (1861–1918)                      | 3 novembre 1903   | 3 mars 1904                      | Parti libéral              | I. Tisza I SzP                    |                      |
| (10) |                  | Károly Khuen-Héderváry (1849–1918) 2e mandat  | 3 mars 1904       | 18 juin 1905                     | Parti libéral              | I. Tisza I SzP                    |                      |
| 12   |                  | Géza Fejérváry (1833–1914)                    | 18 juin 1905      | 8 avril 1906                     | Indépendant                | Fejérváry SzP                     | 14 (1905)            |
| 13   |                  | Aladár Zichy (en) (1864–1937) 1er mandat      | 8 avril 1906      | 17 janvier 1910                  | Parti populaire catholique | Wekerle II F48P–OAP–KNP–PDP       | 15 (1906)            |
| (10) |                  | Károly Khuen-Héderváry (1849–1918) 3e mandat  | 17 janvier 1910   | 22 avril 1912                    | Parti national du travail  | Khuen-Héderváry II NMP            | 16 (1910)            |
| 14   |                  | László Lukács (1850–1932)                     | 22 avril 1912     | 10 juin 1913                     | Parti national du travail  | Lukács NMP                        | 16 (1910)            |
| 15   |                  | István Burián (1851–1922)                     | 10 juin 1913      | 13 janvier 1915                  | Indépendant                | I. Tisza II NMP                   | 16 (1910)            |
| —    |                  | István Tisza (1861–1918) par intérim          | 13 janvier 1915   | 29 mai 1915                      | Parti national du travail  | I. Tisza II NMP                   | 16 (1910)            |
| 16   |                  | Ervin Roszner (en) (1852–1928)                | 29 mai 1915       | 15 juin 1917                     | Parti national du travail  | I. Tisza II NMP                   | 16 (1910)            |
| 17   |                  | Tivadar Batthyány (en) (1859–1931) 1er mandat | 15 juin 1917      | 18 août 1917                     | F48P                       | Esterházy NMP–F48P–OAP–PDP–KNP    | 16 (1910)            |
| (13) |                  | Aladár Zichy (en) (1864–1937) 2e mandat       | 18 août 1917      | 23 août 1917                     | Parti populaire catholique | Esterházy NMP–F48P–OAP–PDP–KNP    | 16 (1910)            |
| (13) | 23 août 1917     | Aladár Zichy (en) (1864–1937) 2e mandat       | 31 octobre 1918   | Wekerle III NMP–F48P–OAP–PDP–KNP | Parti populaire catholique |                                   | 16 (1910)            |
| —    |                  | István Rakovszky (en) (1858–1931)             | 30 octobre 1918   | 31 octobre 1918                  | Parti populaire catholique | Hadik non formé                   | 16 (1910)            |
| (17) |                  | Tivadar Batthyány (en) (1859–1931) 2e mandat  | 31 octobre 1918   | 1er novembre 1918                | F48P–Károlyi               | M. Károlyi F48P–Károlyi–PRP–MSzDP | MNT (—)              |
| 18   |                  | Mihály Károlyi (1875–1955)                    | 1er novembre 1918 | 16 novembre 1918                 | F48P–Károlyi               | M. Károlyi F48P–Károlyi–PRP–MSzDP | MNT (—)              |

## Ministres des Affaires étrangères (1918–1919)

### République démocratique hongroise(1918–1919)
| # | Portrait | Nom                                    | De               | A               | Parti politique | Gouvernement                          | Assemblée (Élection) |
| - | -------- | -------------------------------------- | ---------------- | --------------- | --------------- | ------------------------------------- | -------------------- |
| 1 |          | Mihály Károlyi (1875–1955)             | 16 novembre 1918 | 11 janvier 1919 | F48P–Károlyi    | M. Károlyi F48P–Károlyi–PRP–MSzDP     | MNT (—)              |
| — |          | Dénes Berinkey (1871–1944) par intérim | 11 janvier 1919  | 24 janvier 1919 | PRP             | Berinkey F48P–Károlyi–PRP–MSzDP–OKGFP | MNT (—)              |
| 2 |          | Ferenc Harrer (en) (1874–1969)         | 24 janvier 1919  | 21 mars 1919    | PRP             | Berinkey F48P–Károlyi–PRP–MSzDP–OKGFP | MNT (—)              |

## Commissaires du peuple aux Affaires étrangères (1919)

### République des conseils de Hongrie(1919)
| #   | Portrait | Nom                                                                                 | De           | A             | Parti politique | Gouvernement                          | Assemblée (Élection) |
| --- | -------- | ----------------------------------------------------------------------------------- | ------------ | ------------- | --------------- | ------------------------------------- | -------------------- |
| 1   |          | Béla Kun (1886–1939) avec József Pogány et Péter Ágoston du 3 avril au 24 juin 1919 | 21 mars 1919 | 1er août 1919 | MSzP            | Central Executive Council MSzP/SzKMMP | TOGY (—)             |
| (1) |          | József Pogány (en) (1886–1938) avec Béla Kun et Péter Ágoston                       | 3 avril 1919 | 24 juin 1919  | MSzP/SzKMMP     | Central Executive Council MSzP/SzKMMP | TOGY (—)             |
| (1) |          | Péter Ágoston (en) (1874–1925) avec Béla Kun et József Pogány                       | 3 avril 1919 | 24 juin 1919  | MSzP/SzKMMP     | Central Executive Council MSzP/SzKMMP | TOGY (—)             |

#### Gouvernements contre-révolutionnaires(1919)
| # | Portrait        | Nom                               | De              | A           | Parti politique | Gouvernement | Assemblée (Élection) |
| - | --------------- | --------------------------------- | --------------- | ----------- | --------------- | ------------ | -------------------- |
| — |                 | Gyula Bornemisza (en) (1873–1925) | 5 mai 1919      | 31 mai 1919 | Indépendant     | Arad         | —                    |
| — |                 | Pál Teleki (1879–1941)            | 31 mai 1919     | 6 juin 1919 | Indépendant     | Szeged I     | —                    |
| — | 6 juin 1919     | Pál Teleki (1879–1941)            | 12 juillet 1919 | Szeged II   | Indépendant     |              | —                    |
| — | 12 juillet 1919 | Pál Teleki (1879–1941)            | 12 août 1919    | Szeged III  | Indépendant     |              | —                    |

## Ministres des Affaires étrangères (depuis 1919)

### République démocratique hongroise(1919)
| # | Portrait | Nom                            | De            | A                    | Parti politique | Gouvernement | Assemblée (Élection) |
| - | -------- | ------------------------------ | ------------- | -------------------- | --------------- | ------------ | -------------------- |
| 1 |          | Péter Ágoston (en) (1874–1925) | 1er août 1919 | 6 août 1919 (déposé) | MSzDP           | Peidl MSzDP  | —                    |

### République de Hongrie(1919–1920)
| # | Portrait         | Nom                                        | De                | A                            | Parti politique | Gouvernement             | Assemblée (Élection) |
| - | ---------------- | ------------------------------------------ | ----------------- | ---------------------------- | --------------- | ------------------------ | -------------------- |
| — |                  | Gábor Tánczos (en) (1872–1953) par intérim | 7 août 1919       | 15 août 1919                 | Indépendant     | Friedrich KNP/KNEP–OKGFP | —                    |
| 1 |                  | Márton Lovászy (en) (1864–1927)            | 15 août 1919      | 11 septembre 1919            | Indépendant     | Friedrich KNP/KNEP–OKGFP | —                    |
| 2 |                  | József Somssich (en) (1864–1941)           | 11 septembre 1919 | 24 novembre 1919             | Indépendant     | Friedrich KNP/KNEP–OKGFP | —                    |
| 2 | 24 novembre 1919 | József Somssich (en) (1864–1941)           | 29 février 1920   | Huszár KNEP–OKGFP–MSzDP–NDPP | Indépendant     | —                        |                      |

### Royaume de Hongrie(1920–1946)
| #   | Portrait                                 | Nom                                                          | De                               | A                        | Parti politique  | Gouvernement                 | Assemblée (Élection) |
| --- | ---------------------------------------- | ------------------------------------------------------------ | -------------------------------- | ------------------------ | ---------------- | ---------------------------- | -------------------- |
| 1   |                                          | József Somssich (en) (1864–1941)                             | 29 février 1920                  | 15 mars 1920             | Indépendant      | Huszár KNEP–OKGFP–MSzDP–NDPP | —                    |
| —   |                                          | Sándor Simonyi-Semadam (1864–1946) par intérim               | 15 mars 1920                     | 19 avril 1920            | KNEP             | Simonyi-Semadam KNEP–OKGFP   | 17 (1920)            |
| 2   |                                          | Pál Teleki (1879–1941)                                       | 19 avril 1920                    | 19 juillet 1920          | KNEP             | Simonyi-Semadam KNEP–OKGFP   | 17 (1920)            |
| —   | Pál Teleki (1879–1941) par intérim       | 19 juillet 1920                                              | 22 septembre 1920                | Teleki I KNEP–OKGFP      | KNEP             |                              | 17 (1920)            |
| 3   |                                          | Imre Csáky (en) (1882–1961)                                  | 22 septembre 1920                | Teleki I KNEP–OKGFP      | 16 décembre 1920 | Indépendant                  | 17 (1920)            |
| —   |                                          | Pál Teleki (1879–1941) par intérim                           | 16 décembre 1920                 | Teleki I KNEP–OKGFP      | 17 janvier 1921  | KNEP                         | 17 (1920)            |
| 4   |                                          | Gusztáv Gratz (en) (1875–1946)                               | 17 janvier 1921                  | Teleki I KNEP–OKGFP      | 12 avril 1921    | Indépendant                  | 17 (1920)            |
| —   |                                          | Pál Teleki (1879–1941) par intérim                           | 12 avril 1921                    | Teleki I KNEP–OKGFP      | 14 avril 1921    | KNEP                         | 17 (1920)            |
| 5   |                                          | Miklós Bánffy (1873–1950)                                    | 14 avril 1921                    | 19 décembre 1922         | Indépendant      | Bethlen (KNEP–OKGFP)→EP      | 17 (1920)            |
| 5   | 18 (1922)                                | Miklós Bánffy (1873–1950)                                    | 14 avril 1921                    | 19 décembre 1922         | Indépendant      | Bethlen (KNEP–OKGFP)→EP      |                      |
| —   |                                          | Géza Daruváry (en) (1866–1934) par intérim                   | 19 décembre 1922                 | 11 juin 1923             | Indépendant      | Bethlen (KNEP–OKGFP)→EP      |                      |
| 6   | Géza Daruváry (en) (1866–1934)           | 11 juin 1923                                                 | 7 octobre 1924                   |                          | Indépendant      | Bethlen (KNEP–OKGFP)→EP      |                      |
| —   |                                          | István Bethlen (1874–1946) par intérim                       | 7 octobre 1924                   | 15 novembre 1924         | EP               | Bethlen (KNEP–OKGFP)→EP      |                      |
| 7   |                                          | Tibor Scitovszky (en) (1875–1959)                            | 15 novembre 1924                 | 17 mars 1925             | EP               | Bethlen (KNEP–OKGFP)→EP      |                      |
| —   |                                          | Lajos Walko (en) (1880–1954) par intérim de Tibor Scitovszky | 5 mars 1925                      | 17 mars 1925             | EP               | Bethlen (KNEP–OKGFP)→EP      |                      |
| —   | Lajos Walko (en) (1880–1954) par intérim | 17 mars 1925                                                 | 15 octobre 1926                  |                          | EP               | Bethlen (KNEP–OKGFP)→EP      |                      |
| 8   | Lajos Walko (en) (1880–1954) 1er mandat  | 15 octobre 1926                                              | 9 décembre 1930                  |                          | EP               | Bethlen (KNEP–OKGFP)→EP      |                      |
| 8   | Lajos Walko (en) (1880–1954) 1er mandat  | 15 octobre 1926                                              | 9 décembre 1930                  | 19 (1926)                | EP               | Bethlen (KNEP–OKGFP)→EP      |                      |
| 9   |                                          | Gyula Károlyi (1871–1947)                                    | 9 décembre 1930                  | 24 août 1931             | EP               | Bethlen (KNEP–OKGFP)→EP      |                      |
| 9   | 20 (1931)                                | Gyula Károlyi (1871–1947)                                    | 9 décembre 1930                  | 24 août 1931             | EP               | Bethlen (KNEP–OKGFP)→EP      |                      |
| (8) |                                          | Lajos Walko (en) (1880–1954) 2e mandat                       | 24 août 1931                     | 1er octobre 1932         | EP               | G. Károlyi EP–KGSZP          |                      |
| 10  |                                          | Endre Puky (en) (1871–1941)                                  | 1er octobre 1932                 | 9 janvier 1933           | NEP              | Gömbös NEP                   |                      |
| —   |                                          | Gyula Gömbös (1886–1936) par intérim                         | 9 janvier 1933                   | 4 février 1933           | NEP              | Gömbös NEP                   |                      |
| 11  |                                          | Kálmán Kánya (en) (1869–1945)                                | 4 février 1933                   | 12 octobre 1936          | NEP              | Gömbös NEP                   |                      |
| 11  | 21 (1935)                                | Kálmán Kánya (en) (1869–1945)                                | 4 février 1933                   | 12 octobre 1936          | NEP              | Gömbös NEP                   |                      |
| 11  | 12 octobre 1936                          | Kálmán Kánya (en) (1869–1945)                                | 14 mai 1938                      | Indépendant              | Darányi NEP      |                              |                      |
| 11  | 14 mai 1938                              | Kálmán Kánya (en) (1869–1945)                                | 28 novembre 1938                 | Indépendant              | Imrédy NEP       |                              |                      |
| —   |                                          | Béla Imrédy (1891–1946) par intérim                          | 28 novembre 1938                 | 10 décembre 1938         | Imrédy NEP       | NEP                          |                      |
| 12  |                                          | István Csáky (1894–1941)                                     | 10 décembre 1938                 | 16 février 1939          | Imrédy NEP       | NEP                          |                      |
| 12  | 16 février 1939                          | István Csáky (1894–1941)                                     | 27 janvier 1941 (died in office) | MÉP                      | Teleki II MÉP    |                              |                      |
| 12  | 16 février 1939                          | István Csáky (1894–1941)                                     | 27 janvier 1941 (died in office) | MÉP                      | Teleki II MÉP    | 22 (1939)                    |                      |
| —   |                                          | Pál Teleki (1879–1941) avec István Csáky                     | 21 décembre 1940                 | 27 janvier 1941          | Teleki II MÉP    | MÉP                          |                      |
| —   | Pál Teleki (1879–1941) par intérim       | 27 janvier 1941                                              | 4 février 1941                   |                          | Teleki II MÉP    | MÉP                          |                      |
| 13  |                                          | László Bárdossy (1890–1946)                                  | 4 février 1941                   | 3 avril 1941             | Teleki II MÉP    | MÉP                          |                      |
| 13  | 3 avril 1941                             | László Bárdossy (1890–1946)                                  | 7 mars 1942                      | Bárdossy MÉP             |                  | MÉP                          |                      |
| —   |                                          | Ferenc Keresztes-Fischer (en) (1881–1948) par intérim        | 7 mars 1942                      | Bárdossy MÉP             | 9 mars 1942      | MÉP                          |                      |
| —   |                                          | Miklós Kállay (1887–1967) par intérim                        | 9 mars 1942                      | 20 mai 1942              | MÉP              | Kállay MÉP                   |                      |
| 14  | Miklós Kállay (1887–1967)                | 20 mai 1942                                                  | 24 juillet 1943                  |                          | MÉP              | Kállay MÉP                   |                      |
| 15  |                                          | Jenő Ghyczy (en) (1893–1982)                                 | 24 juillet 1943                  | 22 mars 1944 (déposé)    | Indépendant      | Kállay MÉP                   |                      |
| 16  |                                          | Döme Sztójay (1883–1946)                                     | 22 mars 1944                     | 29 août 1944             | Indépendant      | Sztójay MÉP–MMP              |                      |
| 17  |                                          | Gusztáv Hennyey (en) (1888–1977)                             | 29 août 1944                     | 16 octobre 1944 (déposé) | Indépendant      | Lakatos MÉP                  |                      |

#### Gouvernement d'unité nationale(1944–1945)
| # | Portrait | Nom                           | De              | A            | Parti politique | Gouvernement     | Assemblée (Élection) |
| - | -------- | ----------------------------- | --------------- | ------------ | --------------- | ---------------- | -------------------- |
| 1 |          | Gábor Kemény (en) (1910–1946) | 16 octobre 1944 | 28 mars 1945 | NYKP            | Szálasi NYKP–MMP | —                    |

#### Gouvernements provisoires soutenus par l'Union soviétique (1944–1946)
| # | Portrait         | Nom                              | De               | A                        | Parti politique | Gouvernement                                           | Assemblée (Élection) |
| - | ---------------- | -------------------------------- | ---------------- | ------------------------ | --------------- | ------------------------------------------------------ | -------------------- |
| 1 |                  | János Gyöngyösi (en) (1893–1951) | 22 décembre 1944 | 15 novembre 1945         | FKgP            | Provisional National Government FKgP–MKP–MSzDP–NPP–PDP | INGY (1944)          |
| 1 | 15 novembre 1945 | János Gyöngyösi (en) (1893–1951) | 1er février 1946 | Tildy FKGP–MKP–MSzDP–NPP | FKgP            | 23 (1945)                                              |                      |

### Deuxième République(1946–1949)
| # | Portrait         | Nom                                        | De                | A                 | Parti politique | Gouvernement               | Assemblée (Élection) |
| - | ---------------- | ------------------------------------------ | ----------------- | ----------------- | --------------- | -------------------------- | -------------------- |
| 1 |                  | János Gyöngyösi (en) (1893–1951)           | 1er février 1946  | 31 mai 1947       | FKgP            | F. Nagy FKGP–MKP–MSzDP–NPP | 23 (1945)            |
| — |                  | Ernő Mihályfi (en) (1898–1972) par intérim | 31 mai 1947       | 24 septembre 1947 | FKgP            | Dinnyés FKgP–MKP–MSzDP–NPP | 23 (1945)            |
| 2 |                  | Erik Molnár (1894–1966) 1er mandat         | 24 septembre 1947 | 5 août 1948       | MKP             | Dinnyés FKgP–MKP–MSzDP–NPP | 24 (1947)            |
| 3 |                  | László Rajk (1909–1949)                    | 5 août 1948       | 10 décembre 1948  | MDP             | Dinnyés FKgP–MKP–MSzDP–NPP | 24 (1947)            |
| 3 | 10 décembre 1948 | László Rajk (1909–1949)                    | 11 juin 1949      | Dobi MDP–FKgP–NPP | MDP             |                            | 24 (1947)            |
| 4 |                  | Gyula Kállai (1910–1996)                   | 11 juin 1949      | Dobi MDP–FKgP–NPP | 20 août 1949    | MDP                        | 25 (1949)            |

### République populaire de Hongrie(1949–1989)
| #    | Portrait         | Nom                                 | De                                | A                         | Parti politique   | Gouvernement                    | Assemblée (Élection) |
| ---- | ---------------- | ----------------------------------- | --------------------------------- | ------------------------- | ----------------- | ------------------------------- | -------------------- |
| 1    |                  | Gyula Kállai (1910–1996)            | 20 août 1949                      | 12 mai 1951               | MDP               | Dobi MDP                        | 25 (1949)            |
| 2    |                  | Károly Kiss (en) (1903–1983)        | 12 mai 1951                       | 14 août 1952              | MDP               | Dobi MDP                        | 25 (1949)            |
| 2    | 14 août 1952     | Károly Kiss (en) (1903–1983)        | 14 novembre 1952                  | Rákosi MDP                | MDP               |                                 | 25 (1949)            |
| 3    |                  | Erik Molnár (1894–1966) 2e mandat   | 14 novembre 1952                  | Rákosi MDP                | 4 juillet 1953    | MDP                             | 25 (1949)            |
| 4    |                  | János Boldóczki (en) (1912–1988)    | 4 juillet 1953                    | 18 avril 1955             | MDP               | I. Nagy I MDP                   | 26 (1953)            |
| 4    | 18 avril 1955    | János Boldóczki (en) (1912–1988)    | 30 juillet 1956                   | Hegedüs MDP               | MDP               |                                 | 26 (1953)            |
| 5    |                  | Imre Horváth (1901–1958) 1er mandat | 30 juillet 1956                   | Hegedüs MDP               | 24 octobre 1956   | MDP                             | 26 (1953)            |
| 5    | 24 octobre 1956  | Imre Horváth (1901–1958) 1er mandat | 2 novembre 1956                   | I. Nagy II MDP/MSzMP–FKGP |                   | MDP                             | 26 (1953)            |
| 6    |                  | Imre Nagy (1896–1958)               | 2 novembre 1956                   | 4 novembre 1956           | MSzMP             | I. Nagy III MSzMP–FKGP–MSzDP–PP | 26 (1953)            |
| 7    |                  | Imre Horváth (1901–1958) 2e mandat  | 4 novembre 1956                   | 28 janvier 1958           | MSzMP             | Kádár I MSzMP                   | 26 (1953)            |
| 7    | 28 janvier 1958  | Imre Horváth (1901–1958) 2e mandat  | 2 février 1958 (mort en fonction) | Münnich MSzMP             | MSzMP             |                                 | 26 (1953)            |
| 8    |                  | Endre Sík (en) (1891–1978)          | 2 février 1958                    | Münnich MSzMP             | 13 septembre 1961 | MSzMP                           | 26 (1953)            |
| 8    | 27 (1958)        | Endre Sík (en) (1891–1978)          | 2 février 1958                    | Münnich MSzMP             | 13 septembre 1961 | MSzMP                           |                      |
| 9    |                  | János Péter (en) (1910–1999)        | 13 septembre 1961                 | 30 juin 1965              | MSzMP             | Kádár II MSzZMP                 |                      |
| 9    | 28 (1963)        | János Péter (en) (1910–1999)        | 13 septembre 1961                 | 30 juin 1965              | MSzMP             | Kádár II MSzZMP                 |                      |
| 9    | 30 juin 1965     | János Péter (en) (1910–1999)        | 14 avril 1967                     | Kállai MSzMP              | MSzMP             |                                 |                      |
| 9    | 14 avril 1967    | János Péter (en) (1910–1999)        | 14 décembre 1973                  | Fock MSzMP                | MSzMP             | 29 (1967)                       |                      |
| 9    | 14 avril 1967    | János Péter (en) (1910–1999)        | 14 décembre 1973                  | Fock MSzMP                | MSzMP             | 30 (1971)                       |                      |
| 10   |                  | Frigyes Puja (en) (1921–2008)       | 14 décembre 1973                  | Fock MSzMP                | 15 mai 1975       | MSzMP                           |                      |
| 10   | 15 mai 1975      | Frigyes Puja (en) (1921–2008)       | 8 juillet 1983                    | Lázár MSzMP               |                   | MSzMP                           |                      |
| 10   | 15 mai 1975      | Frigyes Puja (en) (1921–2008)       | 8 juillet 1983                    | Lázár MSzMP               | 31 (1975)         | MSzMP                           |                      |
| 10   | 15 mai 1975      | Frigyes Puja (en) (1921–2008)       | 8 juillet 1983                    | Lázár MSzMP               | 32 (1980)         | MSzMP                           |                      |
| 11   |                  | Péter Várkonyi (en) (1931–2008)     | 8 juillet 1983                    | Lázár MSzMP               | 25 juin 1987      | MSzMP                           |                      |
| 11   | 33 (1985)        | Péter Várkonyi (en) (1931–2008)     | 8 juillet 1983                    | Lázár MSzMP               | 25 juin 1987      | MSzMP                           |                      |
| 11   | 25 juin 1987     | Péter Várkonyi (en) (1931–2008)     | 24 novembre 1988                  | Grósz MSzMP               |                   | MSzMP                           |                      |
| 11   | 24 novembre 1988 | Péter Várkonyi (en) (1931–2008)     | 10 mai 1989                       | Németh (MSzMP)→MSzP       |                   | MSzMP                           |                      |
| 12   |                  | Gyula Horn (1932–2013)              | 10 mai 1989                       | Németh (MSzMP)→MSzP       | 7 octobre 1989    | MSzMP                           |                      |
| (12) | 7 octobre 1989   | Gyula Horn (1932–2013)              | 23 octobre 1989                   | Németh (MSzMP)→MSzP       | MSzP              |                                 |                      |

### Troisième République(depuis 1989)
| #   | Portrait          | Nom                                | De                | A                      | Parti politique | Gouvernement            | Assemblée (Élection) |
| --- | ----------------- | ---------------------------------- | ----------------- | ---------------------- | --------------- | ----------------------- | -------------------- |
| —   |                   | Gyula Horn (1932–2013) provisoire  | 23 octobre 1989   | 23 mai 1990            | MSzP            | Németh MSzP             | —                    |
| 1   |                   | Géza Jeszenszky (en) (1941– )      | 23 mai 1990       | 21 décembre 1993       | MDF             | Antall MDF–FKgP–KDNP    | 34 (1990)            |
| 1   | 21 décembre 1993  | Géza Jeszenszky (en) (1941– )      | 15 juillet 1994   | Boross MDF–EKGP–KDNP   | MDF             |                         | 34 (1990)            |
| 2   |                   | László Kovács (1939– ) 1er mandat  | 15 juillet 1994   | 8 juillet 1998         | MSzP            | Horn MSzP–SZDSZ         | 35 (1994)            |
| 3   |                   | János Martonyi (1944– ) 1er mandat | 8 juillet 1998    | 27 mai 2002            | Indépendant     | Orbán I Fidesz–FKGP–MDF | 36 (1998)            |
| (2) |                   | László Kovács (1939– ) 2e mandat   | 27 mai 2002       | 29 septembre 2004      | MSzP            | Medgyessy MSzP–SzDSz    | 37 (2002)            |
| (2) | 29 septembre 2004 | László Kovács (1939– ) 2e mandat   | 1er novembre 2004 | Gyurcsány I MSzP–SzDSz | MSzP            |                         | 37 (2002)            |
| 4   |                   | Ferenc Somogyi (1945– )            | 1er novembre 2004 | Gyurcsány I MSzP–SzDSz | 9 juin 2006     | Indépendant             | 37 (2002)            |
| 5   |                   | Kinga Göncz (1947– )               | 9 juin 2006       | 14 avril 2009          | Indépendant     | Gyurcsány II MSzP–SzDSz | 38 (2006)            |
| 6   |                   | Péter Balázs (1941– )              | 14 avril 2009     | 29 mai 2010            | Indépendant     | Bajnai MSzP             | 38 (2006)            |
| (3) |                   | János Martonyi (1944– ) 2e mandat  | 29 mai 2010       | 6 juin 2014            | Fidesz          | Orbán II Fidesz–KDNP    | 39 (2010)            |
| 7   |                   | Tibor Navracsics (1966– )          | 6 juin 2014       | 23 septembre 2014      | Fidesz          | Orbán III Fidesz–KDNP   | 40 (2014)            |
| 8   |                   | Péter Szijjártó (1978– )           | 23 septembre 2014 | 18 mai 2018            | Fidesz          | Orbán III Fidesz–KDNP   | 40 (2014)            |
| 8   | 18 mai 2018       | Péter Szijjártó (1978– )           | Titulaire         | Orbán IV Fidesz–KDNP   | Fidesz          | 41 (2018)               |                      |